# Lantjärv
Lantjärv är en by i sydöstra delen av Kalix kommun. Lantjärv ligger 7 kilometer rakt öster om Kalix. 
SCB räknade Lantjärv som en småort vid avgränsningen år 1990, då räknades ett område bestående av 19 hektar och med 55 invånare. Vid avgränsningarna efter det har befolkningen varit färre än 50 personer och Lantjärv räknas inte längre som en småort.